# Pholidocarpus kingianus
Espèce
Synonymes
- Livistona kingiana Becc.[1]
- Saribus kingianus (Becc.) Kuntze[1]

Statut de conservation UICN

 VU B1+2c : Vulnérable
Pholidocarpus kingianus est une espèce de plantes de la famille des Arecaceae (palmiers).

## Publication originale
- Materials for a Flora of the Malayan Peninsula 2: 167. 1907.